# 13 Dywizja Górska SS (1 chorwacka) „Handschar”
13 Dywizja Górska SS (1 chorwacka) „Handschar” (niem. 13. Waffen-Gebirgs-Division der SS "Handschar" (kroat. Nr. 1)) — dywizja Waffen-SS złożona z muzułmańskich Bośniaków i Chorwatów podczas II wojny światowej

## Historia

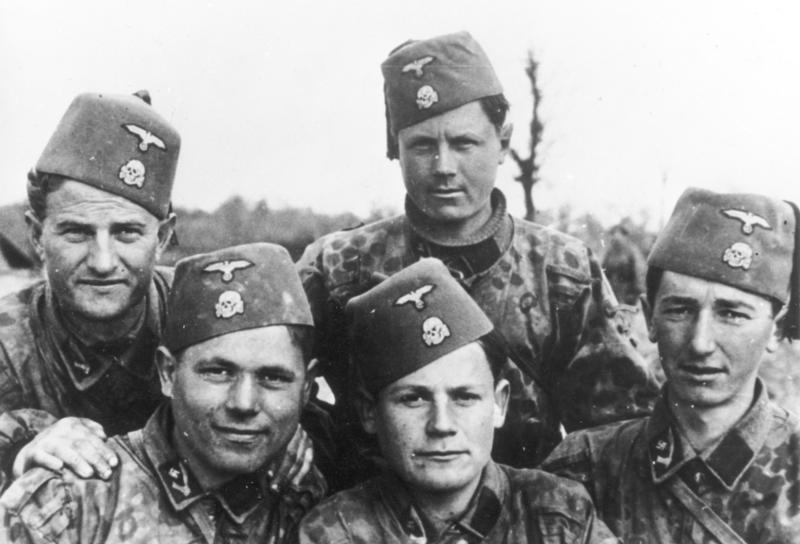
Grupa żołnierzy dywizji

Jednostka powstała wiosną 1943 roku, jako pierwsza niearyjska dywizja Waffen-SS. Uznając muzułmańskość dywizji Himmler zgodził się na noszenie przez jej żołnierzy fezów, praktyki religijne oraz islamską dietę. Od lipca 1943 do lutego 1944 roku dywizja przebywała na szkoleniu we Francji, gdzie doszło do konfliktu z niemieckimi instruktorami i buntu. 
Po powrocie do Jugosławii dywizja podjęła działania przeciwpartyzanckie, uczestniczyła także w masakrach ludności serbskiej. W październiku w obliczu fali dezercji związanej ze zbliżaniem się Armii Czerwonej, jednostkę rozwiązano. Wielu dezerterów przyłączyło się do oddziałów partyzantki komunistycznej Tity. Część żołnierzy dywizji walczyła jednak aż do maja 1945 roku w grupie bojowej „Hanke” i w Niemczech poddała się Brytyjczykom, którzy wydali ich Jugosławii.

## Dowódcy
- SS-Oberführer Herbert von Obwurzer (kwiecień 1943 – sierpień 1943)
- SS-Gruppenführer Karl-Gustav Sauberzweig (sierpień 1943 – czerwiec 1944)
- SS-Brigadeführer Desiderius Hampel (czerwiec 1944 – maj 1945)

## Skład
- 27 pułk strzelców górskich SS (Waffen-Gebirgs-Jäger-Regiment der SS 27)
- 28 pułk strzelców górskich SS (Waffen-Gebirgs-Jäger-Regiment der SS 28)
- 13 pułk artylerii górskiej SS (SS-Waffen-Artillerie-Regiment 13)
- 13 batalion niszczycieli czołgów SS (SS-Gebirgs-Panzerjäger-Abteilung 13)
- 13 górski batalion rozpoznawczy SS (SS-Gebirgs-Aufklärungs-Abteilung 13)
- 13 górski batalion pionierów SS (SS-Gebirgs-Pionier-Bataillon 13)
- 13 górski batalion łączności SS (SS-Gebirgs-Nachrichten-Abteilung 13)
- pomniejsze oddziały dywizyjne, takie jak batalion artylerii przeciwlotniczej, oddziały sanitarne, cyklistów, żandarmerii i weterynarii